# Minorant
En matemàtiques, particularment en teoria de l'ordre i de conjunts, un minorant o fita inferior d'un subconjunt {\displaystyle S} d'un conjunt parcialment ordenat {\displaystyle P} és un element de {\displaystyle P} menor o igual que qualsevol element de {\displaystyle S}.
Entre tots els minorants o fites inferiors del conjunt {\displaystyle P}, s'anomena ínfim de {\displaystyle S} la major d'aquestes fites inferiors. Si, a més l'ínfim pertany no només al conjunt {\displaystyle P} sinó també a {\displaystyle S} s'anomena mínim de {\displaystyle S}.

## Exemples
- Per a l'interval de nombres reals {\displaystyle (0,10]}: {\displaystyle 0} i {\displaystyle -7} són minorants. {\displaystyle 0} seria l'ínfim, però com no pertany a l'interval, no seria mínim de l'interval.
- Per interval {\displaystyle [0,+\infty )}, {\displaystyle -5} i {\displaystyle -23} són minorants, mentre que {\displaystyle 0} és el seu ínfim i també el mínim, ja que pertany a l'interval.